# José María Vallsera
 José María Vallsera (ur. 24 czerwca 1919 w Bogocie) – kolumbijski strzelec, olimpijczyk.

## Kariera
Uczestnik Letnich Igrzysk Olimpijskich 1960, na których wystartował wyłącznie w karabinie małokalibrowym w trzech postawach z 50 m. Zajął 56. pozycję wśród 75 zawodników (odpadł w eliminacjach).
Zdobył 2 srebrne medale podczas Igrzysk Ameryki Środkowej i Karaibów 1959 (w karabinie małokalibrowym w trzech postawach z 50 m, a także w karabinie małokalibrowym leżąc z 50 m) i brązowy medal na Igrzyskach Ameryki Środkowej i Karaibów 1954 (w karabinie małokalibrowym w trzech postawach z 50 m).

## Wyniki

### Igrzyska olimpijskie
| Igrzyska  | Konkurencja                               | Wynik                  | Miejsce | Źródło |
| --------- | ----------------------------------------- | ---------------------- | ------- | ------ |
| Rzym 1960 | Karabin małokalibrowy, trzy postawy, 50 m | 527 pkt. (189–181–157) | 56      | [ 1 ]  |